# Karpacz
Karpacz (česky Karpač, německy Krummhübel) je polské lázeňské město a lyžařské středisko. Nalézá se na severním úbočí Krkonoš v okrese Krkonoše v Dolnoslezském vojvodství v jihozápadním Polsku. Je jedním z nejvýznamnějších středisek horské turistiky a lyžování, včetně skoků na lyžích.  Počet obyvatel je přibližně 4 600.
Do obce byl v polovině 19. století přestěhován norský dřevěný kostel, který byl pojmenován Kostel Wang. V současnosti toto místo každoročně navštíví více než 200 000 turistů. Od roku 2020 se v Karpaczi každoročně koná mezinárodní ekonomické fórum. 
Správní území města zasahuje až na vrchol Sněžky, nejvyšší hory Krkonoš; na území města leží i dvě největší jezera Krkonoš, Wielki Staw a Mały Staw.

## Historie
Město Karpacz je poprvé zmiňováno v roce 1599 v souvislosti s těžbou železné rudy. V 17. století byl místo jedním z cílů pobělohorské emigrace z Čech. Exulanti se zabývali sběrem krkonošských bylin, mechů, kořenů, semen, bobulí, ovoce a všeho, co považovali za dostatečně léčivé a voňavé. Poté z toho vyráběli léčivé přípravky včetně likérů. Jejich proslavené výrobky byly vyváženy do nejvýznamnějších obchodních míst té doby. Ačkoli byly receptury exulantů tajné, některé z nich získal lihovarník Christian Gottlieb Koerner a v roce 1810 zahájil ve Stonsdorfu výrobu „svého“ likéru Stonsdorfer.
Od vybudování železniční trati v roce 1895 jsou dějiny Karpacze spojeny s metalurgií a rozvojem turistického ruchu. Svahy hory Kopa slouží sjezdovému lyžování, nachází se zde skokanský můstek Orlinek, zřízený roku 1912 a přestavěný v sedmdesátých letech 20. století. Roku 1974 bylo v Karpaczi otevřeno Muzeum sportu a turistiky. Významnou památkou je hostinec z roku 1735. Nedaleko města se nachází přehrada na řece Łomnicy.
Po druhé světové válce připadlo německé Slezsko Polsku, město bylo přejmenováno a bylo z něj vysídleno původní německé obyvatelstvo. Tímto skončila i výroba přírodních léčivých přípravků, jejíž tradice trvala od 17. století. Roku 1960 byl Karpacz povýšen na město. 
Na ulici Strażacke se nachází magnetický kopec.

## Fotogalerie

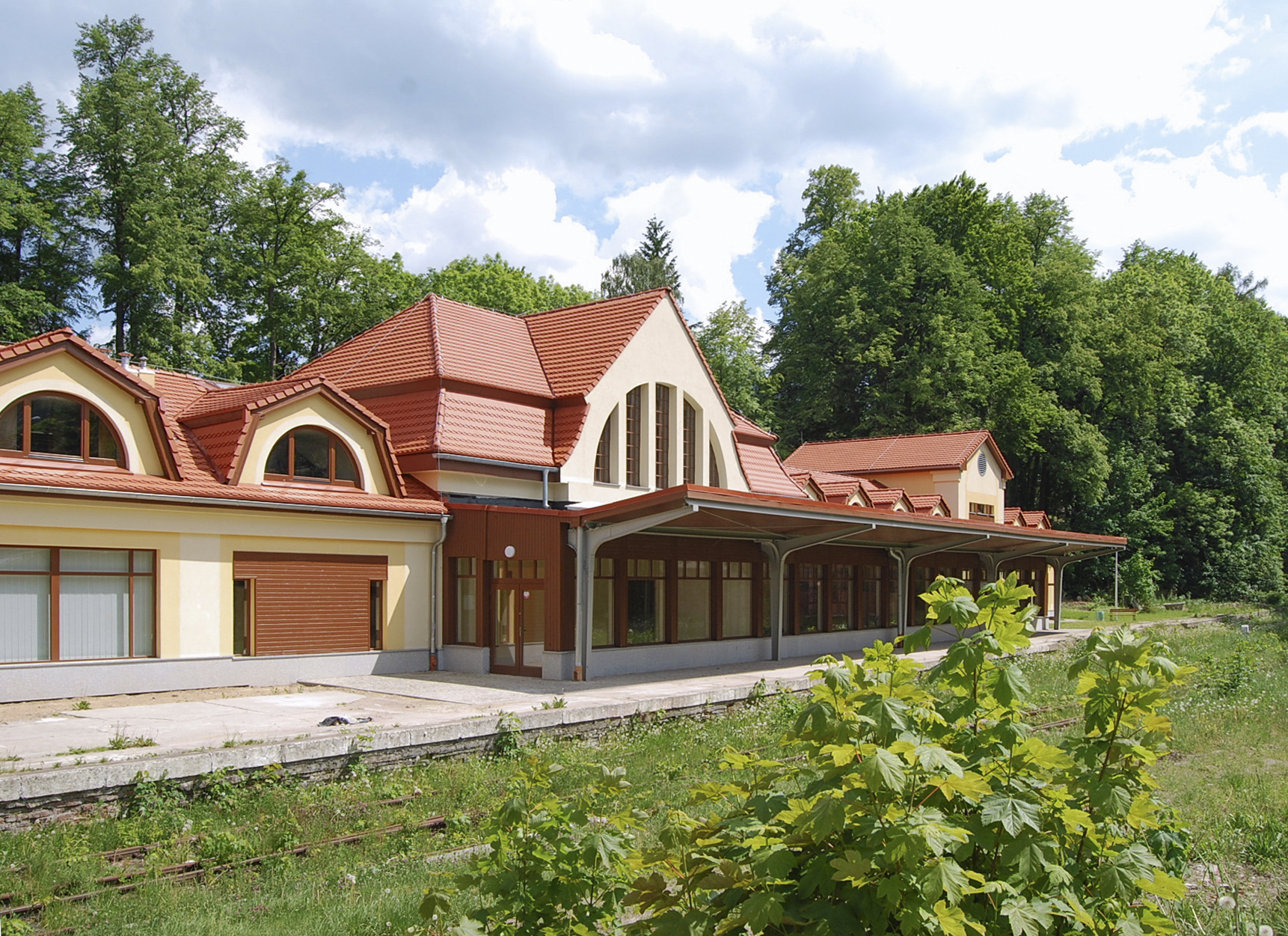
Bývalá železniční stanice Karpacz
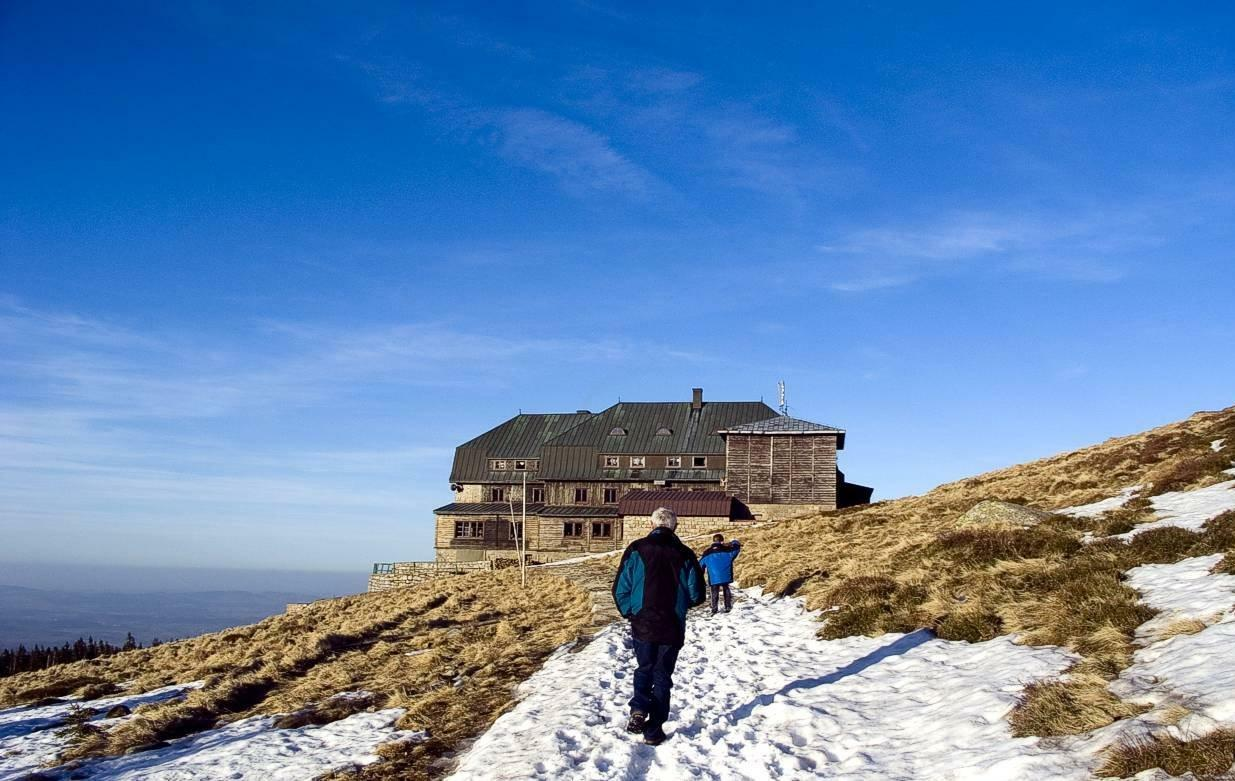
Horská chata Strzecha Akademicka
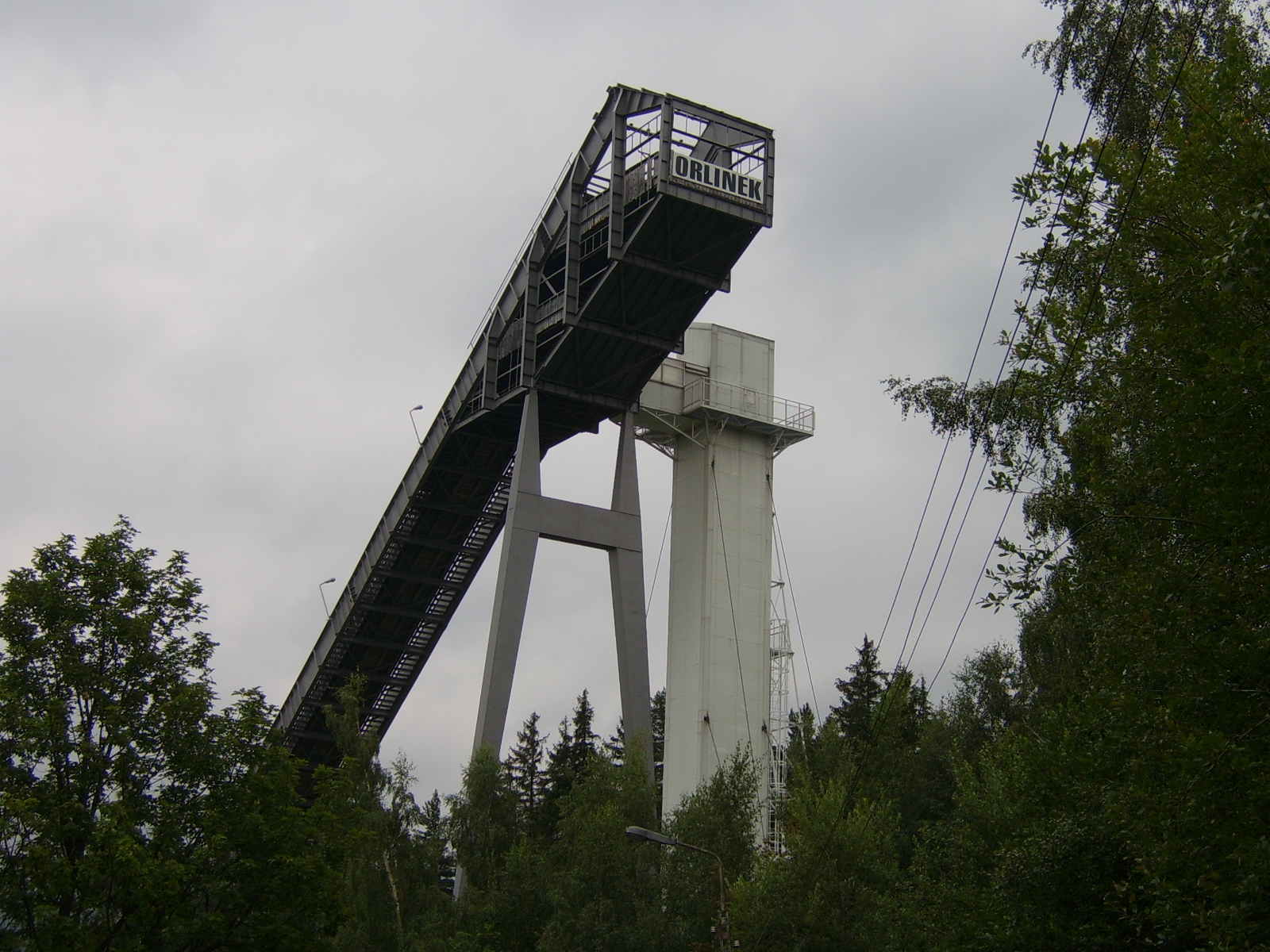
Skokanský můstek Orlinek
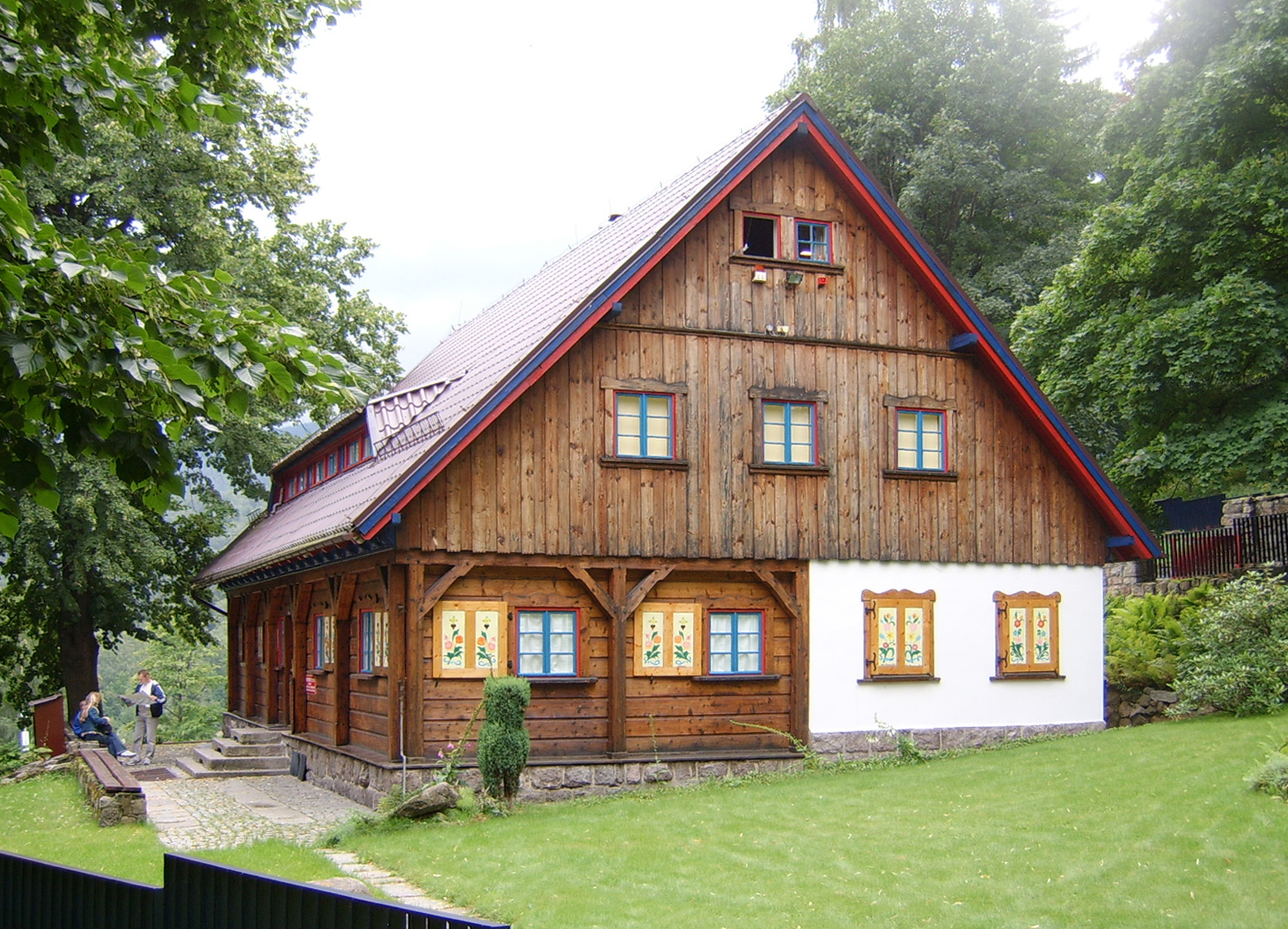
Muzeum sportu a turistiky
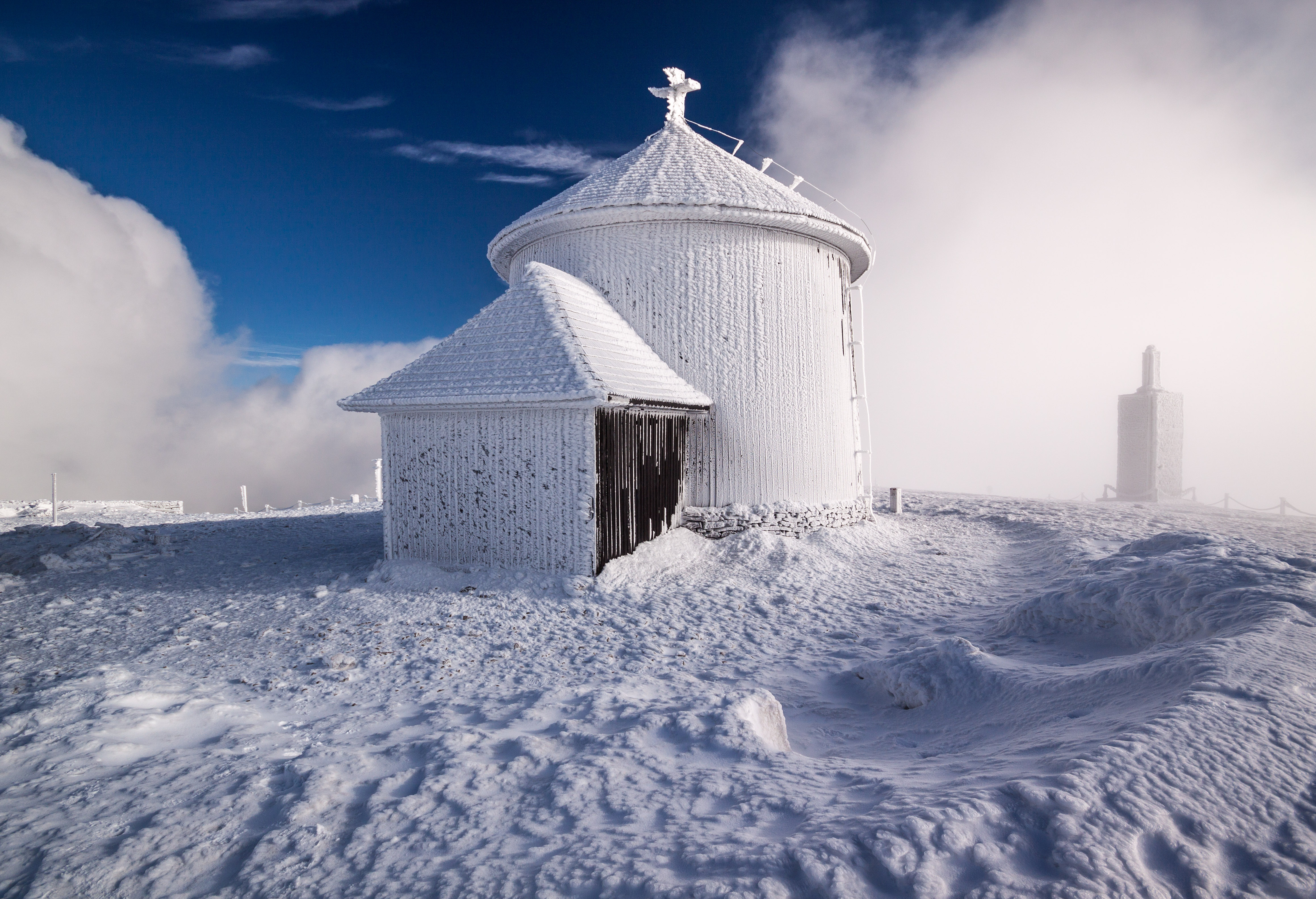
Kaple sv.Vavřince na Sněžce
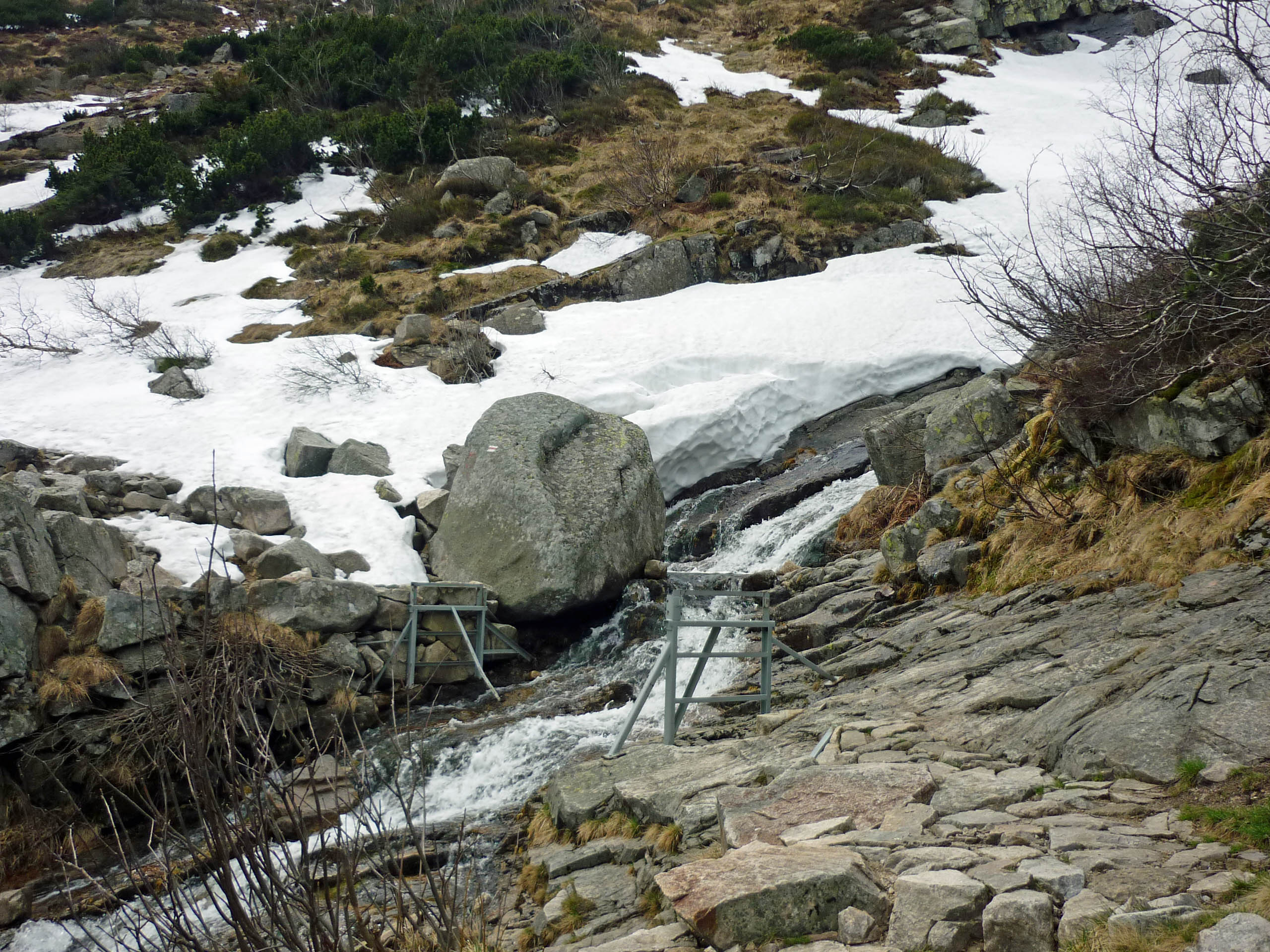
Peřeje a vodopády Łomniczky
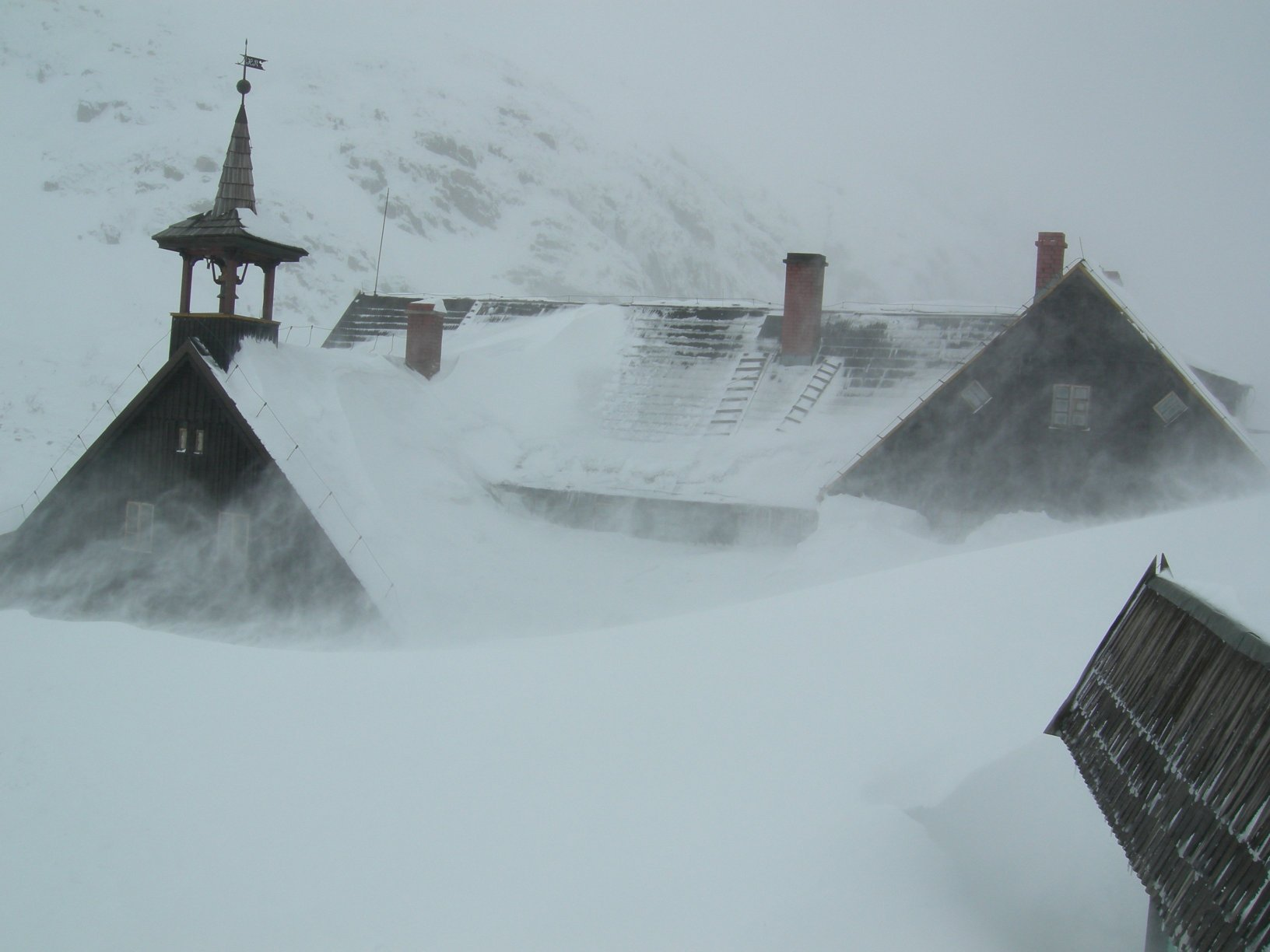
Chata Samotnia v zimě
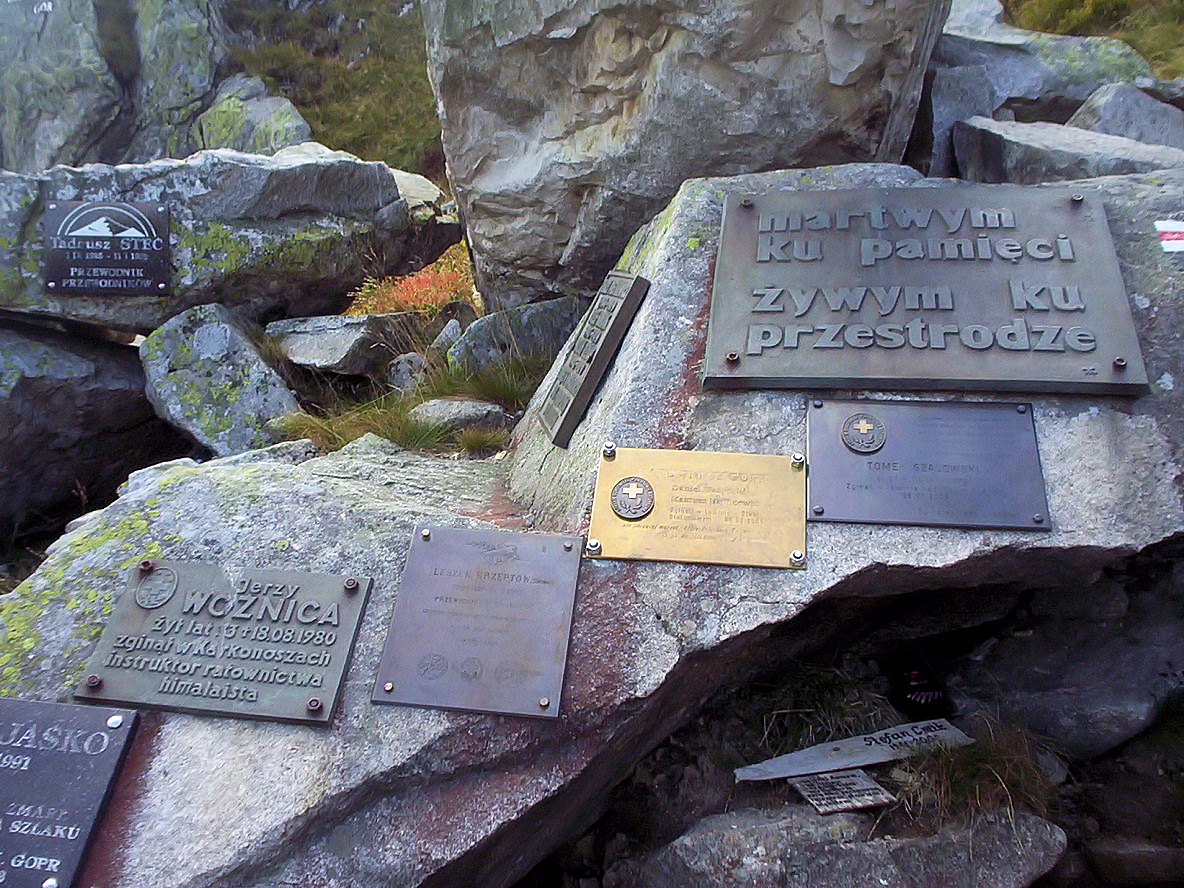
Symbolický hřbitov obětí hor
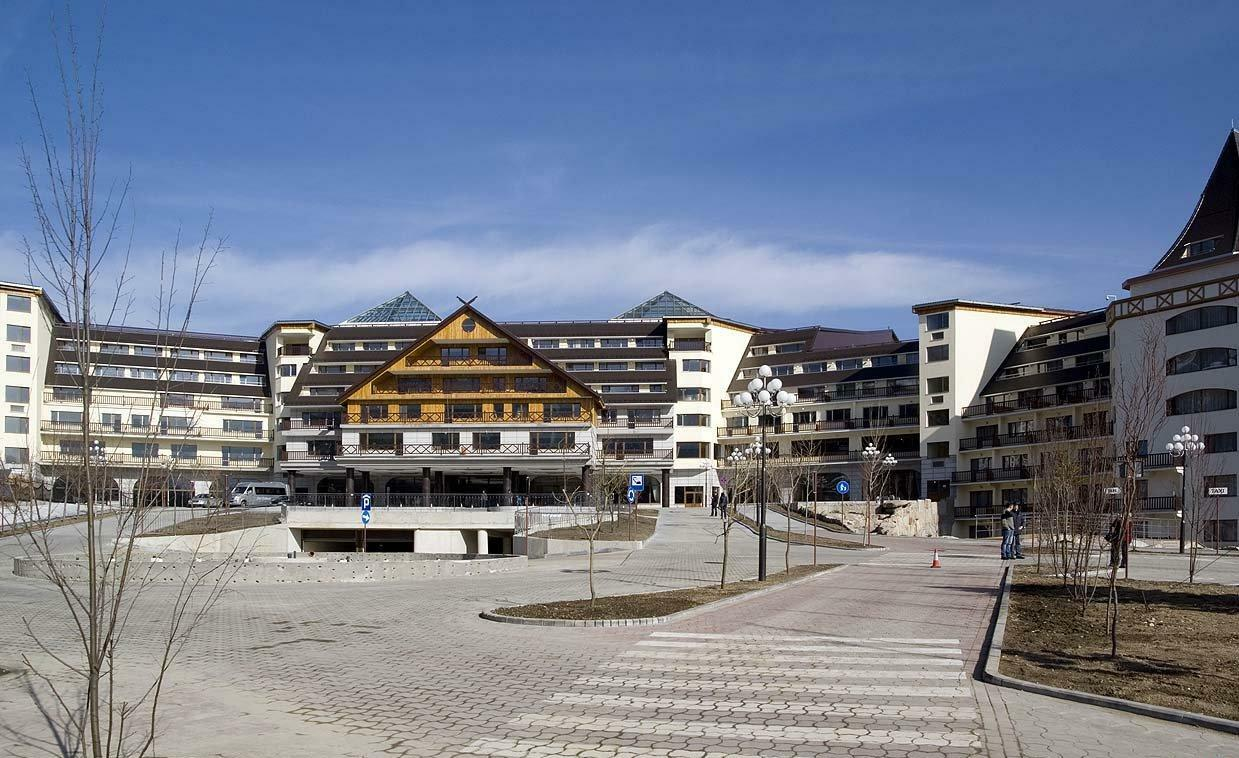
Hotel Gołębiewski